# Безкоровайний Григорій Іванович
Григорій Іванович Безкоровайний (20 квітня 1936, Криски) — колишній ланковий колгоспу імені Шевченка села Крисок Коропського району Чернігівської області, Герой Соціалістичної Праці.

## Біографія
Народився 20 квітня 1936 року в селі Крисках Коропського району Чернігівської області. Українець. Закінчив школу в рідному селі. У 1955–1957 роках проходив строкову службу у Радянській армії.
У 1959 році закінчив річні курси механізаторів. З 1960 року працював механізатором, з 1964 року — ланковий механізованої ланки по вирощуванню картоплі колгоспу імені Шевченка Коропського району.
Живе в рідному селі.

## Відзнаки
Указом Президії Верховної Ради СРСР від 22 грудня 1977 року за видатні успіхи, досягнуті у Всесоюзному соціалістичному змаганні, проявлену трудову доблесть при виконанні планів і соціалістичних зобов'язань по збільшенню виробництва і продажу державі зерна та інших продуктів землеробства в 1977 році, йому присвоєно звання Героя Соціалістичної Праці з врученням ордена Леніна і золотої медалі «Серп і Молот».
Нагороджений двома орденами Леніна, орденом Трудового Червоного Прапора, медалями.

## Вшанування
У селищі міського типу Коропі, на Алеї Героїв, у 2007 році встановлений пам'ятний знак Г. І. Безкоровайному.